# AZ in het seizoen 2008/09 (mannen)
In het seizoen 2008/09 kwam AZ uit in de Eredivisie en het toernooi om de KNVB beker. Door de 11de plaats in het seizoen 2007/08 kwam AZ niet uit in Europees verband.

AZ werd in dit seizoen voor de tweede keer in haar geschiedenis kampioen van Nederland. Onder leiding van Louis van Gaal verloor AZ de eerste 2 wedstrijden van het seizoen om vervolgens 28 competitie wedstrijden lang ongeslagen te blijven. Ook zette de ploeg een lange reeks zonder tegendoelpunten neer. In totaal bleef het doel 939 minuten schoon. AZ heeft zich door het kampioenschap voor het eerst in haar geschiedenis geplaatst voor de UEFA Champions League.

In de KNVB beker werd AZ in de kwartfinale uitgeschakeld door NAC Breda.
Met ingang van dit seizoen is de capaciteit van het stadion variabel. Dat wil zeggen: wanneer AZ in Europees verband nog actief is behoudt het stadion haar oude capaciteit van 17.023 zitplaatsen. De UEFA reglementen schrijven immers voor dat een stadion louter uit zitplaatsen moet bestaan indien deze in een door de UEFA georganiseerd toernooi gebruikt wordt. Maar wanneer AZ geen Europese verplichtingen (meer) heeft zal het bezoekersvak, vak L, bestaan uit staanplaatsen waardoor de totale capaciteit zal toenemen tot 17.250 plaatsen.

## Selectie
| Nr. | Nat.                                  | Naam                  | Contract        | Geboortedatum     | Geboorteplaats       | Vorige club               | Debuut            |
|     | Doelverdediging                       | Doelverdediging       | Doelverdediging | Doelverdediging   | Doelverdediging      | Doelverdediging           | Doelverdediging   |
| --- | ------------------------------------- | --------------------- | --------------- | ----------------- | -------------------- | ------------------------- | ----------------- |
| 1   | Vlag van Kroatië                      | Joey Didulica         | 2010            | 14 oktober 1977   | Geelong              | Austria Wien              | 19 augustus 2006  |
| 22  | Vlag van Argentinië                   | Sergio Romero         | 2012            | 22 februari 1987  | Bernardo de Irigoyen | Racing Club de Avellaneda | 30 september 2007 |
|     | Verdediging                           |                       |                 |                   |                      |                           |                   |
| 2   | Vlag van Nederland                    | Kew Jaliens           | 2012            | 15 september 1978 | Rotterdam            | Willem II                 | 14 augustus 2004  |
| 14  | Vlag van Estland                      | Ragnar Klavan         | 2013            | 30 oktober 1985   | Viljandi             | Heracles Almelo           | 4 februari 2009   |
| 12  | Vlag van Nederland                    | Milano Koenders       | 2012            | 31 juli 1986      | Amsterdam            | RKC Waalwijk              | 25 augustus 2007  |
| 3   | Vlag van Nederland                    | Gijs Luirink          | 2011            | 12 september 1983 | Amsterdam            | FC Groningen              | 19 augustus 2006  |
| 25  | Vlag van Finland                      | Niklas Moisander      | 2012            | 29 september 1985 | Turku                | FC Zwolle                 | 20 september 2008 |
| 4   | Vlag van Mexico                       | Héctor Moreno         | 2012            | 17 januari 1988   | Culiacán             | Pumas UNAM                | 1 maart 2008      |
| 5   | Vlag van België                       | Sébastien Pocognoli   | 2012            | 1 augustus 1987   | Luik                 | KRC Genk                  | 18 augustus 2007  |
| 28  | Vlag van België                       | Gill Swerts           | 2012            | 23 september 1982 | Brasschaat           | Vitesse                   | 31 augustus 2008  |
|     | Middenveld                            |                       |                 |                   |                      |                           |                   |
| 27  | Vlag van Australië                    | Brett Holman          | 2012            | 27 maart 1984     | Bankstown            | N.E.C.                    | 13 september 2008 |
| 16  | Vlag van Finland                      | Toni Kolehmainen      | 2010            | 20 juli 1988      | Oulu                 | AC Oulu                   | 21 januari 2009   |
| 19  | Vlag van Nederland                    | Kees Luijckx          | 2011            | 11 februari 1986  | Castricum            | Excelsior                 | 28 november 2008  |
| 11  | Vlag van België                       | Maarten Martens       | 2012            | 2 juli 1984       | Eeklo                | RKC Waalwijk              | 26 augustus 2006  |
| 6   | Vlag van Nederland                    | David Mendes da Silva | 2011            | 4 augustus 1982   | Rotterdam            | NAC Breda                 | 26 augustus 2006  |
| 15  | Vlag van Denemarken                   | Simon Poulsen         | 2012            | 7 oktober 1984    | Sønderborg           | FC Midtjylland            | 13 januari 2008   |
| 8   | Vlag van Nederland                    | Stijn Schaars         | 2010            | 11 januari 1984   | Gendt                | Vitesse                   | 12 augustus 2005  |
| 26  | Vlag van Nederland                    | Marko Vejinović       | 2010            | 3 februari 1990   | Amsterdam            | -                         | 21 januari 2009   |
| 23  | Vlag van Nederland                    | Nick van der Velden   | 2012            | 16 december 1981  | Amsterdam            | FC Dordrecht              | 13 september 2008 |
| 20  | Vlag van Nederland                    | Demy de Zeeuw         | 2011            | 26 mei 1983       | Apeldoorn            | Go Ahead Eagles           | 12 augustus 2005  |
|     | Aanval                                |                       |                 |                   |                      |                           |                   |
| 9   | Vlag van Brazilië                     | Ari                   | 2012            | 11 december 1985  | Fortaleza            | Kalmar FF                 | 18 augustus 2007  |
| 18  | Vlag van België                       | Mousa Dembélé         | 2011            | 17 juli 1987      | Wilrijk              | Willem II                 | 19 augustus 2006  |
| 10  | Vlag van Nederland · Vlag van Marokko | Mounir El Hamdaoui    | 2012            | 14 juli 1984      | Rotterdam            | Willem II                 | 16 september 2007 |
| 7   | Vlag van Nederland                    | Jeremain Lens         | 2013            | 24 november 1987  | Amsterdam            | N.E.C.                    | 3 maart 2006      |
| 29  | Vlag van Italië                       | Graziano Pellè        | 2012            | 15 juli 1985      | San Cesario di Lecce | US Lecce                  | 18 augustus 2007  |

### Transfers

#### Aangetrokken
|                    | Naam                          | Contract tot | Vorige club     |         |         |
|                    | Gekocht                       | Gekocht      | Gekocht         | Gekocht | Gekocht |
| ------------------ | ----------------------------- | ------------ | --------------- | ------- | ------- |
| Vlag van Australië | Brett Holman                  | 2012         | N.E.C.          |         |         |
| Vlag van Finland   | Niklas Moisander              | 2012         | FC Zwolle       |         |         |
| Vlag van België    | Gill Swerts                   | 2012         | Vitesse         |         |         |
| Vlag van Nederland | Nick van der Velden           | 2012         | FC Dordrecht    |         |         |
|                    | Terug van verhuur             |              |                 |         |         |
| Vlag van Nederland | Jeremain Lens                 | 2012         | N.E.C.          |         |         |
| Vlag van Nederland | Kees Luijckx                  | 2011         | Excelsior       |         |         |
|                    | Uit de jeugdopleiding gehaald |              |                 |         |         |
| Vlag van Nederland | Marko Vejinović               | 2010         |                 |         |         |
| Vlag van Finland   | Toni Kolehmainen              | 2010         |                 |         |         |
| Vlag van Nederland | Jeroen Tesselaar              | 2010         |                 |         |         |
|                    | Gehuurd in de winterstop      |              |                 |         |         |
| Vlag van Estland   | Ragnar Klavan*                |              | Heracles Almelo |         |         |
|                    | aangetrokken in de winterstop |              |                 |         |         |
| Vlag van Nederland | Kevin Brands                  | 2011         | (clubloos)      |         |         |
| Vlag van Australië | James Holland                 | 2012         | Newcastle Jets  |         |         |

(*) Ragnar Klavan is tot het einde van het seizoen verhuurd aan AZ en met ingang van het seizoen 2009/10 zal hij onder contract komen bij AZ tot 2013.

#### Vertrokken
- Wedstrijden en doelpunten gebaseerd op aantal officiële wedstrijden (Eredivisie, KNVB beker, UEFA Cup, Play-offs).

|                    | Naam                      | Wed.     | Doelp.   | Naar?                |          |
|                    | Verkocht                  | Verkocht | Verkocht | Verkocht             | Verkocht |
| ------------------ | ------------------------- | -------- | -------- | -------------------- | -------- |
| Vlag van Nederland | Haris Međunjanin          | 31       | 4        | Real Valladolid      |          |
| Vlag van Nederland | Rogier Molhoek            | 18       | 0        | Vitesse              |          |
| Vlag van Nederland | Barry Opdam               | 402      | 18       | Red Bull Salzburg    |          |
|                    | Verhuurd                  |          |          |                      |          |
| Vlag van Nederland | Kemy Agustien             | 31       | 2        | Birmingham City      |          |
| Vlag van Nederland | Ryan Donk                 | 59       | 1        | West Bromwich Albion |          |
| Vlag van Duitsland | Simon Cziommer            | 56       | 17       | FC Utrecht           |          |
| Vlag van Nederland | Julian Jenner             | 70       | 8        | Vitesse              |          |
| Vlag van Nederland | Boy Waterman              | 51       | 0        | ADO Den Haag         |          |
| Vlag van Finland   | Joona Toivio              | 0        | 0        | Telstar              |          |
|                    | Transfervrij vertrokken   |          |          |                      |          |
| Vlag van Nederland | Ruud Vormer               | 21       | 0        | Roda JC              |          |
| Vlag van Nederland | Theo Zwarthoed            | 22       | 0        | RKC Waalwijk         |          |
|                    | Verhuurd in de winterstop |          |          |                      |          |
| Vlag van Nederland | Milano Koenders           | 21       | 0        | N.E.C.               |          |

## Wedstrijdverslagen

### Vriendschappelijk
|                                              |                                                                           |            | | |
| 8 juli 2008                                  | Fortuna Wormerveer                                                        | 0-10 (0-7) | AZ | Opstelling AZ: |
| Wormerveer 2.500 toeschouwers P. Beudeker    |                                                                           |            | 13' El Hamdaoui 26' Ari 27' Dembélé 29' Dembélé 33' El Hamdaoui 40' Donk 43' Van der Velden 51' Pellè 78' Martens 90' Pellè                           | Didulica (46' Waterman), Swerts (46' Kolehmainen), Jaliens (46' Koenders), Donk (46' Moreno), Pocognoli (46' Moisander), Mendes da Silva (46' Luijckx), Schaars (46' Međunjanin), van der Velden (46' Nelson), El Hamdaoui (46' Martens), Dembélé (46' Poulsen), Ari (46' Pellè)              |
|                                              |                                                                           |            | | |
| 12 juli 2008                                 | vv Noordwijk                                                              | 0-3 (0-1)  | AZ | Opstelling AZ: |
| Noordwijk Kevin Blom                         |                                                                           |            | 14' El Hamdaoui 70' Poulsen 77' Pellè | Didulica (46' Waterman), Swerts (46' Koenders), Jaliens (46' Toivio), Donk (46' Moreno), Pocognoli (46' Moisander), Luijckx (46' Vejinović), Schaars (46' Međunjanin), Dembélé (46' Poulsen), van der Velden (46' Kolehmainen), El Hamdaoui (46' Martens), Ari (46' Pellè)                    |
|                                              |                                                                           |            | | |
| 26 juli 2008                                 | sv Urk                                                                    | 0-12 (0-8) | AZ | Opstelling AZ: |
| Urk R. van der Waerdt                        | Schrijver                                                                 |            | 5' Ari 10' Schaars 14' El Hamdaoui 22' Moreno 30' Ari 31' El Hamdaoui 32' Eigen doelpunt 44' El Hamdaoui 57' Holman 73' Pellè 88' Pellè 90' Vejinović | Didulica (46' Waterman), Swerts (46' Kolehmainen), Donk (46' Koenders), Moreno (46' Luirink (75' Moreno)), Moisander (46' Salasiwa), Mendes da Silva (46' van der Velden), de Zeeuw (46' Vejinović), Schaars (46' Međunjanin), Poulsen (46' Redan), El Hamdaoui (46' Holman), Ari (46' Pellè) |
|                                              |                                                                           |            | | |
| 30 juli 2008                                 | AZ                                                                        | 6-1 (4-0)  | Telstar | Opstelling AZ: |
| Wormerveer 3.000 toeschouwers M. Diks        | El Hamdaoui 7' Schaars 21' Ari 41' Ari 43' El Hamdaoui 50' Međunjanin 64' |            | 83' Plet | Didulica, Swerts (60' Kolehmainen), Donk (60' Toivio), Moreno (60' Luirink), Moisander (60' Salasiwa), Mendes da Silva (60' van der Velden), de Zeeuw (60' Vejinović), Schaars (60' Međunjanin), Poulsen (60' Redan), El Hamdaoui (60' Holman), Ari (60' de Rijp)                             |
|                                              |                                                                           |            | | |
| 2 augustus 2008                              | RBC Roosendaal                                                            | 1-3 (1-1)  | AZ | Opstelling AZ: |
| Roosendaal 2.750 toeschouwers De Groot       | Duarte 30'                                                                |            | 25' Holman 48' El Hamdaoui 70' Ari Moreno | Waterman, Mendes da Silva (60' Swerts), Luirink (17' Donk), Moreno (60' Toivio), Moisander (46' Tesselaar), Vejinović (60' de Zeeuw), Schaars (75' Salasiwa), van der Velden (60' Kolehmainen), Holman (60' de Rijp), Poulsen (46' Redan), El Hamdaoui (60' Ari)                              |
|                                              |                                                                           |            | | |
| 9 augustus 2008                              | AZ                                                                        | 3-0 (3-0)  | Iraklis Saloniki | Opstelling AZ: |
| Wormerveer 5.000 toeschouwers Tom van Sichem | Ari 20' De Zeeuw 29' Ari 43' Swerts de Zeeuw                              |            | Manolis Garcia | Didulica, Swerts, Donk (79' Koenders), Moreno, Moisander, Mendes da Silva, de Zeeuw, Schaars, Holman, Poulsen, Ari (75' van der Velden) |
|                                              |                                                                           |            | | |
| 13 augustus 2008                             | Genoa CFC                                                                 | 3-1 (1-1)  | AZ | Opstelling AZ: |
| Genua 9.000 toeschouwers Banti               | Figueroa 34' (p) Olivera 60' Olivera 66' Sculli Figueroa Rubinho          |            | 2' Holman 34' Donk de Zeeuw Donk | Didulica, Swerts, Donk, Moreno, Moisander, Mendes da Silva, de Zeeuw (69' Koenders), Schaars (81' Vejinović), Poulsen, Holman (73' van der Velden), Ari |
|                                              |                                                                           |            | | |
| 22 augustus 2008                             | AZ                                                                        | 0-2 (0-1)  | Fiorentina | Opstelling AZ: |
| Alkmaar 10.897 toeschouwers Pieter Vink      |                                                                           |            | 25' Pazzini 87' Pazzini | Didulica, Mendes da Silva, Donk, Moreno, Moisander, de Zeeuw (64' van der Velden), Schaars, Holman (79' Vejinović), Poulsen, El Hamdaoui, Ari (46' Swerts). |
|                                              |                                                                           |            | | |
| 5 september 2008                             | FC Volendam                                                               | 0-1 (0-1)  | AZ | Opstelling AZ: |
| Volendam 50 toeschouwers Van der Scheer      |                                                                           |            | 7' Ari | Rijnvis, Jaliens, Koenders, Moreno, Pocognoli (60' Tesselaar), Haddad (77' Copier), van der Velden, Martens, Poulsen (68' Nelson), Pellè (60' de Rijp), Ari |
|                                              |                                                                           |            | | |
| 7 oktober 2008                               | AZ                                                                        | 4-0 (1-0)  | Rijnsburgse Boys | Opstelling AZ: |
| Alkmaar 100 toeschouwers Mike van der Roest  | Ari 42' Lens 63' Jaliens 67' Ari 74'                                      |            | | Didulica, Koenders, Jaliens, Tesselaar (46' Kolehmainen), Pocognoli, Lens, Mendes da Silva, van der Velden, Martens, Pellè (83' Poulsen), Ari |
|                                              |                                                                           |            | | |
| 12 januari 2009, 14:30                       | AZ                                                                        | 3-3 (2-1)  | AGOVV | Opstelling AZ: |
| Heiloo 700 toeschouwers D’Onorio             | David Mendes da Silva 26' Demy de Zeeuw 45' Mousa Dembélé 60'             |            | 10' Dries Mertens 71' Dries Mertens 90' Dries Mertens                                                                                                 | Romero (46' Deckers), Swerts (46' Koenders), Jaliens (61' Haddad), Luijckx (46' Luirink), Pocognoli (46' Tesselaar), Mendes da Silva (46' van der Velden), de Zeeuw (46' Holland), Schaars (46' Vejinović), Martens (46' Holman), El Hamdaoui (46' Brands), Dembélé (61' de Rijp).            |

### Eredivisie
| | |           | | |
| 31 augustus 2008, 16:30 | AZ | 1-2 (1-1) | NAC Breda | Opstelling AZ: |
| DSB Stadion 15.732 toeschouwers Björn Kuipers | Mounir El Hamdaoui 38' Sébastien Pocognoli 75' Kew Jaliens 85'                                                                         |           | 25' Matthew Amoah 55' Matthew Amoah 60' Matthew Amoah 71' Rob Penders 71' Csaba Fehér                                                | Romero, Swerts (66' De Zeeuw), Jaliens, Moreno (76' Ari), Pocognoli, Mendes da Silva, Schaars, Poulsen (60' Martens), Dembélé, Lens, El Hamdaoui                |
| - Stijn Schaars miste in de 72e minuut een penalty voor AZ. - Mousa Dembélé speelde zijn 100e competitieduel in de Eredivisie. - Gill Swerts speelde zijn 150e competitieduel in de Eredivisie en maakte zijn debuut in de Eredivisie voor AZ. | |           | | |
| | |           | | |
| 13 september 2008, 19:45 | ADO Den Haag | 3-0 (0-0) | AZ | Opstelling AZ: |
| ADO Den Haag Stadion 7.833 toeschouwers Jack van Hulten | Ahmed Ammi 53' Richard Knopper 54' Yuri Cornelisse 72' Hurşut Meriç 85'                                                                |           | 26' Brett Holman 37' Nick van der Velden 45' Brett Holman 48' Kew Jaliens                                                            | Romero, Mendes da Silva, Jaliens, Moreno, Pocognoli, Schaars, Van der Velden, Dembélé, Holman, El Hamdaoui, Lens (75' Ari)                                      |
| - Brett Holman maakte zijn debuut in de Eredivisie voor AZ. - Nick van der Velden maakte zijn debuut in de Eredivisie voor AZ. | |           | | |
| | |           | | |
| 20 september 2008, 20:45 | AZ | 1-0 (0-0) | PSV | Opstelling AZ: |
| DSB Stadion 16.258 toeschouwers Pieter Vink | Niklas Moisander 34' Stijn Schaars 35' Demy de Zeeuw 45' Maarten Martens 82'                                                           |           | 87' Danko Lazović | Romero, Swerts, Jaliens, Moreno, Moisander, Mendes da Silva, Schaars (76' Martens), Van der Velden, De Zeeuw, Dembélé, El Hamdaoui                              |
| - Niklas Moisander maakte zijn debuut in de Eredivisie voor AZ. | |           | | |
| | |           | | |
| 27 september 2008, 20:45 | Willem II | 2-5 (1-5) | AZ | Opstelling AZ: |
| Willem II Stadion 13.000 toeschouwers Eric Braamhaar | Frank Demouge 41' Frank Demouge 86' |           | 5' Demy de Zeeuw 22' Mounir El Hamdaoui 27' Mounir El Hamdaoui 37' Mousa Dembélé 39' Mounir El Hamdaoui                              | Romero, Swerts, Jaliens, Moreno, Moisander, Mendes da Silva (78' Holman), Schaars (24' Martens), Van der Velden, De Zeeuw, El Hamdaoui, Dembélé (75' Pellè)     |
| | |           | | |
| 3 oktober 2008, 20:45 | AZ | 6-0 (4-0) | Sparta Rotterdam | Opstelling AZ: |
| DSB Stadion 16.215 toeschouwers Dick van Egmond | Mounir El Hamdaoui 1' Demy de Zeeuw 5' Mousa Dembélé 21' Gill Swerts 27' Mousa Dembélé 28' Mounir El Hamdaoui 58' Niklas Moisander 60' |           | 42' Joshua John | Romero, Swerts (37' Koenders), Jaliens, Moreno (46' Pocognoli), Moisander, Mendes da Silva, De Zeeuw, Van der Velden, Martens, El Hamdaoui, Dembélé (67' Pellè) |
| - Arne Slot miste in de 34e minuut een penalty voor Sparta Rotterdam. - Mounir El Hamdaoui scoorde zijn 50e competitiedoelpunt in het betaald voetbal.                                                                                         | |           | | |
| | |           | | |
| 19 oktober 2008, 14:30 | De Graafschap | 0-2 (0-1) | AZ | Opstelling AZ: |
| De Vijverberg 12.500 toeschouwers Björn Kuipers | |           | 37' Mounir El Hamdaoui 61' David Mendes da Silva 69' Mounir El Hamdaoui                                                              | Romero, Koenders (75' Pocognoli), Jaliens, Moreno, Moisander, Mendes da Silva (73' Poulsen), De Zeeuw (82' Holman), Schaars, Martens, El Hamdaoui, Pellè        |
| - Deze wedstrijd was voor Louis van Gaal zijn 150e officiële wedstrijd als hoofdcoach van AZ. | |           | | |
| | |           | | |
| 25 oktober 2008, 18:45 | AZ | 3-0 (1-0) | FC Volendam | Opstelling AZ: |
| DSB Stadion 16.413 toeschouwers Kevin Blom | Maarten Martens 15' Mounir El Hamdaoui 76' Maarten Martens 82'                                                                         |           | 66' Gerry Koning | Romero, Mendes da Silva, Jaliens, Moreno, Moisander, Schaars (85' Koenders), De Zeeuw, Van der Velden (83' Lens), Martens, El Hamdaoui, Pellè (72' Holman)      |
| | |           | | |
| 28 oktober 2008, 20:00 | Roda JC | 0-2 (0-1) | AZ | Opstelling AZ: |
| Parkstad Limburg Stadion 14.750 toeschouwers Bas Nijhuis | Boldizsár Bodor 31' Marcel de Jong 46'                                                                                                 |           | 33' Demy de Zeeuw 35' Mounir El Hamdaoui 89' Mounir El Hamdaoui                                                                      | Romero, Jaliens, Moreno, Moisander, Mendes da Silva, de Zeeuw (46' Holman), Schaars, Martens (81' Pocognoli), van der Velden, Pellè (64' Lens), El Hamdaoui     |
| | |           | | |
| 1 november 2008, 20:45 | sc Heerenveen | 3-3 (1-0) | AZ | Opstelling AZ: |
| Abe Lenstra Stadion 26.000 toeschouwers Jan Wegereef | Paweł Wojciechowski 12' Paulo Henrique 75' Paulo Henrique 90'                                                                          |           | 45' Kew Jaliens 49' Mounir El Hamdaoui 57' Brett Holman 33' Héctor Moreno 77' Sébastien Pocognoli 90' Graziano Pellè                 | Romero, Jaliens, Moisander, Moreno, Mendes da Silva, de Zeeuw (86' Koenders), Schaars (76' Pocognoli), Martens, van der Velden (46' Holman), Pellè, El Hamdaoui |
| - Stijn Schaars speelde zijn 50e Eredivisieduel voor AZ. | |           | | |
| | |           | | |
| 9 november 2008, 14:30 | AZ | 3-0 (2-0) | FC Twente | Opstelling AZ: |
| DSB Stadion 16.493 toeschouwers Pieter Vink | Pocognoli 20' Ari 36' Mounir El Hamdaoui 40' de Zeeuw 57' Ari 58'                                                                      |           | 10' Cheik Tioté | Romero, Swerts (74' Koenders), Moisander, Moreno, Pocognoli, Mendes da Silva, de Zeeuw, Martens, van der Velden , Pellè (29' Ari), El Hamdaoui (63' Holman)     |
| - Brett Holman speelde zijn 200e competitiewedstrijd in Nederland. | |           | | |
| | |           | | |
| 16 november 2008, 14:30 | Vitesse | 1-1 (0-1) | AZ | Opstelling AZ: |
| GelreDome 22.738 toeschouwers Paul Allaerts | Santi Kolk 50' Paul Verhaegh 90' |           | 18' Ari 89' Milano Koenders | Romero, Swerts, Moisander, Moreno, Pocognoli (80' Koenders), Mendes da Silva, de Zeeuw (73' Van der Velden), Schaars, Martens (66' Holman), El Hamdaoui, Ari    |
| - Nick van der Velden speelde zijn 100e competitiewedstrijd. | |           | | |
| | |           | | |
| 23 november 2008, 12:30 | AZ | 2-0 (1-0) | Ajax | Opstelling AZ: |
| DSB Stadion 17.149 toeschouwers Roelof Luinge | Demy de Zeeuw (strafschop) 22' Ari 51' Niklas Moisander 75' Stijn Schaars 75' Sébastien Pocognoli 78' David Mendes da Silva 88'        |           | 18' Eyong Enoh 90+1' Evander Sno | Romero, Swerts, Moisander, Moreno, Pocognoli, Mendes da Silva, de Zeeuw, Schaars, Martens, El Hamdaoui, Ari (73' Holman)                                        |
| - Demy de Zeeuw speelde zijn 100e competitiewedstrijd voor AZ. - Maarten Martens speelde zijn 75e competitiewedstrijd voor AZ. - Mounir El Hamdaoui speelde zijn 125e competitiewedstrijd in zijn loopbaan.                                    | |           | | |
| | |           | | |
| 28 november 2008, 20:45 | FC Groningen | 0-2 (0-1) | AZ | Opstelling AZ: |
| Euroborg 22.016 toeschouwers Jack van Hulten | Berry Powel 24' Koen van de Laak 52'                                                                                                   |           | 27' David Mendes da Silva 35' Demy de Zeeuw 79' Héctor Moreno 87' Ari                                                                | Romero, Swerts, Moisander, Moreno, Pocognoli, Mendes da Silva (73' van der Velden), de Zeeuw, Schaars, Martens, Holman (89' Luijckx), Ari                       |
| - Kees Luijckx maakte zijn debuut in de Eredivisie voor AZ. | |           | | |
| | |           | | |
| 6 december 2008, 20:45 | AZ | 2-0 (1-0) | Heracles Almelo | Opstelling AZ: |
| DSB Stadion 16.252 toeschouwers Kevin Blom | Ari 19' Mounir El Hamdaoui 85' |           | | Romero, Swerts, Moisander, Moreno, Pocognoli (89' Koenders), Mendes da Silva, Holman (73' van der Velden), Schaars, Martens, El Hamdaoui, Ari (89' Pellè).      |
| - Brett Holman speelde zijn 100e wedstrijd in de Eredivisie. - Milano Koenders speelde zijn 50e wedstrijd in de Eredivisie. | |           | | |
| | |           | | |
| 13 december 2008, 20:45 | Feyenoord | 0-1 (0-0) | AZ | Opstelling AZ: |
| Stadion Feijenoord 45.500 toeschouwers Pieter Vink | Karim El Ahmadi 76' |           | 36' Demy de Zeeuw 56' Ari | Romero, Swerts, Moisander, Moreno (20' Luijckx), Pocognoli, Mendes da Silva, de Zeeuw (81' van der Velden), Schaars, Martens, El Hamdaoui, Ari.                 |
| | |           | | |
| 19 december 2008, 20:45 | AZ | 2-0 (1-0) | FC Utrecht | Opstelling AZ: |
| DSB Stadion 16.344 toeschouwers Raymond van Meenen | Mounir El Hamdaoui 8' Demy de Zeeuw 90+3'                                                                                              |           | 38' Mihai Neșu | Romero, Swerts (61' Milano Koenders), Moisander, Luijckx, Pocognoli, Holman (80' van der Velden), de Zeeuw, Schaars, Martens, El Hamdaoui, Ari (81' Pellè).     |
| | |           | | |
| 28 december 2008, 14:30 | AZ | 1-0 (0-0) | N.E.C. | Opstelling AZ: |
| DSB Stadion 16.525 toeschouwers Bas Nijhuis | Graziano Pellè 75' |           | 89' Lorenzo Davids | Romero, Swerts, Moisander, Luijckx, Pocognoli, Holman, de Zeeuw (70' Dembélé), Schaars, Martens, El Hamdaoui (88' van der Velden), Ari (70' Pellè).             |
| | |           | | |
| 18 januari 2009, 14:30 | FC Volendam | 0-2 (0-1) | AZ | Opstelling AZ: |
| Kras Stadion 6.256 toeschouwers Roelof Luinge | Paul de Lange 22' |           | 11' Ari 35’ Schaars 75’ Swerts 78' Mendes da Silva                                                                                   | Romero, Swerts, Jaliens, Luijckx, Pocognoli, Mendes da Silva, de Zeeuw, Schaars, Martens, El Hamdaoui (69' Pellè), Ari (58' Dembélé)                            |
| | |           | | |
| 24 januari 2009, 19:45 | AZ | 2-0 (2-0) | De Graafschap | Opstelling AZ: |
| DSB Stadion 16.276 toeschouwers Ben Haverkort | Ari 11' Sébastien Pocognoli 45' |           | | Romero, Swerts, Jaliens, Luijckx, Pocognoli, Mendes da Silva, de Zeeuw, Schaars, Martens, Ari (76' Pellè), El Hamdaoui (75' Dembélé)                            |
| | |           | | |
| 1 februari 2009, 14:30 | Sparta Rotterdam | 0-2 (0-0) | AZ | Opstelling AZ: |
| Het kasteel 10.832 toeschouwers Jan Wegereef | Joey Godee 23' |           | 23' Stijn Schaars 65' Mousa Dembélé 85' El Hamdaoui                                                                                  | Romero, Swerts, Jaliens, Luijckx, Pocognoli, Mendes da Silva, de Zeeuw, Schaars, Martens (87' Poulsen), El Hamdaoui, Dembélé                                    |
| | |           | | |
| 4 februari 2009, 20:00 | AZ | 1-0 (0-0) | Roda JC | Opstelling AZ: |
| DSB Stadion 16.161 toeschouwers Reinold Wiedemeijer | Sébastien Pocognoli 38' Kew Jaliens 59' Mounir El Hamdaoui 85' Simon Poulsen 88'                                                       |           | 32' Anouar Hadouir 64' Ruud Vormer                                                                                                   | Romero, Swerts, Jaliens, Luijckx (60' Klavan), Pocognoli, Mendes da Silva, de Zeeuw (46' Pellè), Schaars (78' Poulsen), Martens, El Hamdaoui, Dembélé           |
| | |           | | |
| 7 februari 2009, 19:45 | AZ | 3-1 (2-1) | Willem II | Opstelling AZ: |
| DSB Stadion 16.259 toeschouwers Roelof Luinge | Mousa Dembélé 23' Maarten Martens 42' Mounir El Hamdaoui 62'                                                                           |           | 18' Saïd Boutahar 22' Bart Biemans 85' Leonardo Henrique Veloso                                                                      | Romero, Swerts, Jaliens, Luijckx, Klavan, Mendes da Silva, de Zeeuw (63' Pellè), Schaars (78' Poulsen), Martens, Dembélé, El Hamdaoui                           |
| | |           | | |
| 14 februari 2009, 19:45 | PSV | 2-2 (0-2) | AZ | Opstelling AZ: |
| Philips Stadion 35.000 toeschouwers Björn Kuipers | Jérémie Bréchet 28' Jason Čulina 32' Danny Koevermans 49' Danny Koevermans 83'                                                         |           | 12' Gill Swerts 29' Maarten Martens 45' Kew Jaliens 79' Stijn Schaars 89' Ragnar Klavan                                              | Romero, Swerts, Jaliens, Luijckx, Klavan, Mendes da Silva, de Zeeuw, Schaars, Martens, El Hamdaoui (88' Ari), Dembélé                                           |
| | |           | | |
| 21 februari 2009, 19:45 | Heracles Almelo | 0-2 (0-0) | AZ | Opstelling AZ: |
| Polman Stadion 8.500 toeschouwers Ben Haverkort | Tim Breukers 71' Vojtěch Schulmeister 72'                                                                                              |           | 28' Mounir El Hamdaoui 54' Mounir El Hamdaoui 78' Maarten Martens 90+3' Mounir El Hamdaoui                                           | Romero, Swerts, Luijckx, Klavan, Poulsen, Dembélé, de Zeeuw, Mendes da Silva (29' Van der Velden), Martens, El Hamdaoui, Ari (78' Pellè)                        |
| | |           | | |
| 28 februari 2009, 20:45 | AZ | 3-0 (1-0) | FC Groningen | Opstelling AZ: |
| DSB Stadion 16.614 toeschouwers Pieter Vink | Graziano Pellè 3' Graziano Pellè 57' Mousa Dembélé 84'                                                                                 |           | 60' Gibril Sankoh | Romero, Swerts, Jaliens, Klavan, Poulsen, Dembélé, de Zeeuw (73' Holman), Schaars, Martens, El Hamdaoui, Pellè (81' Van der Velden)                             |
| | |           | | |
| 8 maart 2009, 14:30 | N.E.C. | 0-1 (0-0) | AZ | Opstelling AZ: |
| De Goffert 12.500 toeschouwers Richard Liesveld | Ramon Zomer 41' Dani Fernandez 84' |           | 30' Kew Jaliens 51' Kew Jaliens 60' Graziano Pellè                                                                                   | Didulica, Swerts, Jaliens, Klavan, Poulsen, Dembélé, de Zeeuw (87' Luijckx), Schaars, Martens, El Hamdaoui, Pellè (90' Ari)                                     |
| | |           | | |
| 15 maart 2009, 14:30 | FC Utrecht | 0-1 (0-1) | AZ | Opstelling AZ: |
| De Goffert 23.200 toeschouwers Jack van Hulten | Alje Schut 7' Mihai Neșu 74' |           | 6' Ragnar Klavan 12' Maarten Martens 56' Stijn Schaars 87' Demy de Zeeuw                                                             | Didulica, Jaliens, Moisander, Klavan, Poulsen (81' Pocognoli), Dembélé, de Zeeuw (90' Luijckx), Schaars, Martens, El Hamdaoui, Ari (70' Lens)                   |
| | |           | | |
| 22 maart 2009, 14:30 | AZ | 0-0 (0-0) | Feyenoord | Opstelling AZ: |
| DSB-Stadion 17.067 toeschouwers Roelof Luinge | |           | 90' Karim El Ahmadi | Didulica, Swerts, Jaliens, Moisander, Pocognoli, Dembélé, Holman (72' Vejinović), Schaars, Martens, El Hamdaoui, Pellè (72' Lens)                               |
| | |           | | |
| 4 april 2009, 19:45 | AZ | 4-1 (0-1) | ADO Den Haag | Opstelling AZ: |
| DSB-Stadion 16.767 toeschouwers Eric Braamhaar | Kew Jaliens 39' Mousa Dembélé 50' Maarten Martens 61' Mounir El Hamdaoui 79' Nick van der Velden 84'                                   |           | 40' Christian Kum 86' Richard Knopper                                                                                                | Didulica, Swerts, Jaliens, Klavan, Pocognoli, Mendes da Silva (70' Van der Velden), De Zeeuw, Schaars, Martens (84' Pellè), El Hamdaoui, Dembélé                |
| | |           | | |
| 10 april 2009, 20:45 | NAC Breda | 0-1 (0-0) | AZ | Opstelling AZ: |
| Rat Verlegh Stadion 17.254 toeschouwers Ruud Bossen | Tyrone Loran 74' Fouad Idabdelhay 90+3'                                                                                                |           | 39' David Mendes da Silva 70' Mousa Dembélé 90+3' Joey Didulica                                                                      | Didulica, Swerts, Moisander, Klavan, Pocognoli, Mendes da Silva, De Zeeuw (61' Ari), Schaars, Martens (92' Luijckx), El Hamdaoui (46' Vejinović), Dembélé       |
| | |           | | |
| 18 april 2009, 20:45 | AZ | 1-2 (1-1) | Vitesse | Opstelling AZ: |
| DSB Stadion 16.629 toeschouwers Bas Nijhuis | Mounir El Hamdaoui 19' |           | 36' Ricky van Wolfswinkel 84' Alexander Büttner                                                                                      | Didulica, Swerts, Jaliens, Moisander, Pocognoli, Mendes da Silva, De Zeeuw (68' Van der Velden), Schaars, Martens (55' Ari), El Hamdaoui (46' Pellè), Dembélé   |
| - Ondanks het verlies op Vitesse werd AZ dit weekend kampioen van de eredivisie dankzij het verlies van Ajax op PSV. | |           | | |
| | |           | | |
| 26 april 2009, 14:30 | Ajax | 1-1 (0-1) | AZ | Opstelling AZ: |
| Amsterdam ArenA 54.000 toeschouwers Pieter Vink | Vurnon Anita 13' Luis Suarez 87' (p)                                                                                                   |           | 7' Jeremain Lens 7' Sébastien Pocognoli 23' Jeremain Lens 56' Stijn Schaars 87' Niklas Moisander 87' Ragnar Klavan 90' Mousa Dembélé | Didulica (74' Romero), Jaliens, Moisander, Klavan, Pocognoli (90' Swerts), Dembélé, Mendes da Silva, Schaars, Van der Velden, Vejinović (60' Luijckx), Lens     |
| - Luis Suarez miste in de 65e minuut een penalty voor Ajax. Hierna ging hij hard door op Joey Didulica waardoor die in een ambulance het veld moest verlaten en er 14 minuten blessuretijd bij kwamen.                                         | |           | | |
| | |           | | |
| 3 mei 2009, 14:30 | FC Twente | 3-0 (0-0) | AZ | Opstelling AZ: |
| De Grolsch Veste 23.800 toeschouwers Kevin Blom | Kenneth Pérez 33' Kenneth Pérez 47' Peter Wisgerhof 60' Eljero Elia 78'                                                                |           | 28' Kew Jaliens 57' Ragnar Klavan 61' Gill Swerts                                                                                    | Romero, Swerts, Jaliens, Moisander, Klavan, Dembélé, De Zeeuw, Mendes da Silva, Poulsen (64' Luirink), Martens (58' Holman), Lens (58' Ari)                     |
| | |           | | |
| 10 mei 2009, 14:30 | AZ | 3-1 (2-0) | sc Heerenveen | Opstelling AZ: |
| DSB Stadion 16.712 toeschouwers Ben Haverkort | Mounir El Hamdaoui 13' Mousa Dembélé 45' Mousa Dembélé 58'                                                                             |           | 88' Patrik Ingelsten | Romero, Swerts, Jaliens, Moisander, Klavan, Dembélé, De Zeeuw, Mendes da Silva, Poulsen (64' Luirink), Martens (58' Holman), Lens (58' Ari)                     |

#### Positie op de ranglijst
| 13 |

| 15 |

| 13 |

| 9 |

| 5 |

| 3 |

| 3 |

| 1 |

| 1 |

| 1 |

| 4 |

| 1 |

| 1 |

| 1 |

| 1 |

| 1 |

| 1 |

| 1 |

| 1 |

| 1 |

| 1 |

| 1 |

| 1 |

| 1 |

| 1 |

| 1 |

| 1 |

| 1 |

| 1 |

| 1 |

| 1 |

| 1 |

| 1 |

| 1 |

### KNVB beker

#### Tweede ronde
|                                               |                                                                                       |           |                                    | |
| 23 september 2008, 20:45                      | AZ                                                                                    | 3-0 (1-0) | Heracles Almelo                    | Opstelling AZ: |
| DSB Stadion 6.128 toeschouwers Tom van Sichem | Héctor Moreno 18' Mounir El Hamdaoui 51' David Mendes da Silva 81' Graziano Pellè 86' |           | 63' Ragnar Klavan 76' Tim Breukers | Romero, Swerts (72' Koenders), Jaliens, Moreno, Moisander, Mendes da Silva, Schaars, Van der Velden (66' Martens), De Zeeuw, Dembélé (66' Pellè), El Hamdaoui |

#### Derde ronde
|                                                |                                                        |                |                                 | |
| 12 november 2008, 20:45                        | AZ                                                     | 1-0 n.v. (0-0) | PSV                             | Opstelling AZ: |
| DSB Stadion 15.793 toeschouwers Eric Braamhaar | David Mendes da Silva 98' Gill Swerts Niklas Moisander |                | Dirk Marcellis Andreas Isaksson | Romero, Swerts, Moisander, Moreno, Pocognoli (106' Koenders), Mendes da Silva, De Zeeuw, Schaars, Martens (114' Van der Velden), El Hamdaoui, Ari (86' Holman) |

#### Achtste finale
|                                                |                                                           |           |              | |
| 21 januari 2009, 20:00                         | AZ                                                        | 3-0 (1-0) | Achilles '29 | Opstelling AZ: |
| DSB Stadion 13.313 toeschouwers Danny Makkelie | Sébastien Pocognoli 11' Mousa Dembélé 72' Gill Swerts 74' |           |              | Didulica, Swerts, Jaliens (46' Mendes da Silva), Luijckx, Pocognoli (78' Kolehmainen), van der Velden, de Zeeuw (78' Vejinović ), Schaars, Poulsen, Pellè, Dembélé |

#### Kwartfinale
|                                             |                                    |           |                                                                              | |
| 5 maart 2009, 20:00                         | AZ                                 | 1-2 (1-0) | NAC Breda                                                                    | Opstelling AZ: |
| DSB Stadion 14.598 toeschouwers Bas Nijhuis | Mousa Dembélé 13' Kees Luijckx 49' |           | 34' Patrick Mtiliga 55' Nourdin Boukhari 65' Csaba Fehér 77' Anthony Lurling | Romero, Swerts (46' Luijckx), Jaliens, Klavan, Poulsen, Dembélé, de Zeeuw, Schaars, Martens, El Hamdaoui, Pellè (78' Holman) |

### Statistieken
|                   | Eredivisie | KNVB beker | Totaal |
| ----------------- | ---------- | ---------- | ------ |
| Wedstrijden       | 21         | 3          | 24     |
| Gewonnen          | 17         | 3          | 20     |
| Gelijk            | 2          | 0          | 2      |
| Verloren          | 2          | 0          | 2      |
| Thuis             | 11         | 3          | 14     |
| Uit               | 10         | 0          | 10     |
| Gele kaarten      | 29         | 3          | 32     |
| Geel/rode kaarten | 1          | 0          | 1      |
| Rode kaarten      | 0          | 0          | 0      |
| Doelsaldo         | 33         | 7          | 40     |
| voor              | 44         | 7          | 51     |
| tegen             | 11         | 2          | 11     |
| ‘De Nul’          | 16         | 3          | 19     |

## Individuele statistieken

### Speelminuten
- Lijst op volgorde van wedstrijden, niet op speelronden
- B = bank (gehele wedstrijd)

| Wedstrijd       | 1                                                | 2                                                | 3                                                | B21                                              | 4                                                | 5                                                | 6                                                                                         | 7                                                                                         | 8                                                                                         | 9                                                                                         | 10                                                                                        | B31                                                                                       | 11                                                                                        | 12                                                                                        | 13                                                                                        | 14                                                                                        | 15                                                                                        | 16                                                                                        | 17                                                                                        | 18                                                                                        | B41                                                                                       | 19                                                                                        | 20                                                                                        | 21                                                                                        | 22                                                                                        | 23                                                                                        | 24                                                                                        | 25                                                                                        | B41                                                                                   | 26                                                                                    | 27                                                                                    | 28                                                                                    | 29                                                                                    | 30                                                                                    | 31                                                                                    | 32                                | 33                                | 34                                | Totaal      |
| --------------- | ------------------------------------------------ | ------------------------------------------------ | ------------------------------------------------ | ------------------------------------------------ | ------------------------------------------------ | ------------------------------------------------ | ----------------------------------------------------------------------------------------- | ----------------------------------------------------------------------------------------- | ----------------------------------------------------------------------------------------- | ----------------------------------------------------------------------------------------- | ----------------------------------------------------------------------------------------- | ----------------------------------------------------------------------------------------- | ----------------------------------------------------------------------------------------- | ----------------------------------------------------------------------------------------- | ----------------------------------------------------------------------------------------- | ----------------------------------------------------------------------------------------- | ----------------------------------------------------------------------------------------- | ----------------------------------------------------------------------------------------- | ----------------------------------------------------------------------------------------- | ----------------------------------------------------------------------------------------- | ----------------------------------------------------------------------------------------- | ----------------------------------------------------------------------------------------- | ----------------------------------------------------------------------------------------- | ----------------------------------------------------------------------------------------- | ----------------------------------------------------------------------------------------- | ----------------------------------------------------------------------------------------- | ----------------------------------------------------------------------------------------- | ----------------------------------------------------------------------------------------- | ------------------------------------------------------------------------------------- | ------------------------------------------------------------------------------------- | ------------------------------------------------------------------------------------- | ------------------------------------------------------------------------------------- | ------------------------------------------------------------------------------------- | ------------------------------------------------------------------------------------- | ------------------------------------------------------------------------------------- | --------------------------------- | --------------------------------- | --------------------------------- | ----------- |
| punten          | 0                                                | 0                                                | 3                                                | W                                                | 3                                                | 3                                                | 3                                                                                         | 3                                                                                         | 3                                                                                         | 1                                                                                         | 3                                                                                         | W                                                                                         | 1                                                                                         | 3                                                                                         | 3                                                                                         | 3                                                                                         | 3                                                                                         | 3                                                                                         | 3                                                                                         | 3                                                                                         | W                                                                                         | 3                                                                                         | 3                                                                                         | 3                                                                                         | 3                                                                                         | 1                                                                                         | 3                                                                                         | 3                                                                                         | L                                                                                     | 3                                                                                     | 3                                                                                     | 1                                                                                     | 3                                                                                     | 3                                                                                     | 0                                                                                     | 1                                 | 0                                 | 3                                 | 80          |
| Spelersnaam     | Wedstrijden                                      | Wedstrijden                                      | Wedstrijden                                      | Wedstrijden                                      | Wedstrijden                                      | Wedstrijden                                      | Wedstrijden                                                                               | Wedstrijden                                                                               | Wedstrijden                                                                               | Wedstrijden                                                                               | Wedstrijden                                                                               | Wedstrijden                                                                               | Wedstrijden                                                                               | Wedstrijden                                                                               | Wedstrijden                                                                               | Wedstrijden                                                                               | Wedstrijden                                                                               | Wedstrijden                                                                               | Wedstrijden                                                                               | Wedstrijden                                                                               | Wedstrijden                                                                               | Wedstrijden                                                                               | Wedstrijden                                                                               | Wedstrijden                                                                               | Wedstrijden                                                                               | Wedstrijden                                                                               | Wedstrijden                                                                               | Wedstrijden                                                                               | Wedstrijden                                                                           | Wedstrijden                                                                           | Wedstrijden                                                                           | Wedstrijden                                                                           | Wedstrijden                                                                           | Wedstrijden                                                                           | Wedstrijden                                                                           | Wedstrijden                       | Wedstrijden                       | Wedstrijden                       | Wedstrijden |
| Doelverdediging |                                                  |                                                  |                                                  |                                                  |                                                  |                                                  |                                                                                           |                                                                                           |                                                                                           |                                                                                           |                                                                                           |                                                                                           |                                                                                           |                                                                                           |                                                                                           |                                                                                           |                                                                                           |                                                                                           |                                                                                           |                                                                                           |                                                                                           |                                                                                           |                                                                                           |                                                                                           |                                                                                           |                                                                                           |                                                                                           |                                                                                           |                                                                                       |                                                                                       |                                                                                       |                                                                                       |                                                                                       |                                                                                       |                                                                                       |                                   |                                   |                                   |             |
| Deckers         | Overgekomen van A-selectie                       | Overgekomen van A-selectie                       | Overgekomen van A-selectie                       | Overgekomen van A-selectie                       | Overgekomen van A-selectie                       | Overgekomen van A-selectie                       | Overgekomen van A-selectie                                                                | Overgekomen van A-selectie                                                                | Overgekomen van A-selectie                                                                | Overgekomen van A-selectie                                                                | Overgekomen van A-selectie                                                                | Overgekomen van A-selectie                                                                | Overgekomen van A-selectie                                                                | Overgekomen van A-selectie                                                                | Overgekomen van A-selectie                                                                | Overgekomen van A-selectie                                                                | Overgekomen van A-selectie                                                                | Overgekomen van A-selectie                                                                | Overgekomen van A-selectie                                                                | Overgekomen van A-selectie                                                                | Overgekomen van A-selectie                                                                | Overgekomen van A-selectie                                                                | Overgekomen van A-selectie                                                                | Overgekomen van A-selectie                                                                | Overgekomen van A-selectie                                                                | Overgekomen van A-selectie                                                                | Overgekomen van A-selectie                                                                | Overgekomen van A-selectie                                                                | Overgekomen van A-selectie                                                            | Overgekomen van A-selectie                                                            | Overgekomen van A-selectie                                                            | B                                                                                     | B                                                                                     | B                                                                                     |                                                                                       |                                   | B                                 |                                   | 0           |
| Didulica        | B                                                | B                                                | B                                                | B                                                | B                                                | B                                                | B                                                                                         | B                                                                                         | B                                                                                         | B                                                                                         | B                                                                                         | B                                                                                         | B                                                                                         | B                                                                                         | B                                                                                         | B                                                                                         | B                                                                                         | B                                                                                         | B                                                                                         | B                                                                                         | 90                                                                                        | B                                                                                         | B                                                                                         | B                                                                                         | B                                                                                         | B                                                                                         | B                                                                                         | B                                                                                         | B                                                                                     | 90                                                                                    | 90                                                                                    | 90                                                                                    | 90                                                                                    | 90                                                                                    | 90                                                                                    | 74                                |                                   | 13                                | 717         |
| Romero          | 90                                               | 90                                               | 90                                               | 90                                               | 90                                               | 90                                               | 90                                                                                        | 90                                                                                        | 90                                                                                        | 90                                                                                        | 90                                                                                        | 120                                                                                       | 90                                                                                        | 90                                                                                        | 90                                                                                        | 90                                                                                        | 90                                                                                        | 90                                                                                        | 90                                                                                        | 90                                                                                        | B                                                                                         | 90                                                                                        | 90                                                                                        | 90                                                                                        | 90                                                                                        | 90                                                                                        | 90                                                                                        | 90                                                                                        | 90                                                                                    |                                                                                       |                                                                                       |                                                                                       |                                                                                       |                                                                                       | B                                                                                     | 30                                | 90                                | 77                                | 2747        |
| Verdediging     |                                                  |                                                  |                                                  |                                                  |                                                  |                                                  |                                                                                           |                                                                                           |                                                                                           |                                                                                           |                                                                                           |                                                                                           |                                                                                           |                                                                                           |                                                                                           |                                                                                           |                                                                                           |                                                                                           |                                                                                           |                                                                                           |                                                                                           |                                                                                           |                                                                                           |                                                                                           |                                                                                           |                                                                                           |                                                                                           |                                                                                           |                                                                                       |                                                                                       |                                                                                       |                                                                                       |                                                                                       |                                                                                       |                                                                                       |                                   |                                   |                                   |             |
| Jaliens         | 90                                               | 90                                               | 90                                               | 90                                               | 90                                               | 90                                               | 90                                                                                        | 90                                                                                        | 90                                                                                        | 90                                                                                        | spierblessure                                                                             | spierblessure                                                                             | spierblessure                                                                             | spierblessure                                                                             | spierblessure                                                                             | spierblessure                                                                             | spierblessure                                                                             | spierblessure                                                                             | B                                                                                         | 90                                                                                        | 46                                                                                        | 90                                                                                        | 90                                                                                        | 90                                                                                        | 90                                                                                        | 90                                                                                        |                                                                                           | 90                                                                                        | 90                                                                                    | 90                                                                                    | 90                                                                                    | 90                                                                                    | 90                                                                                    |                                                                                       | 90                                                                                    | 104                               | 90                                | 90                                | 2310        |
| Klavan          | In de winterstop overgekomen van Heracles Almelo | In de winterstop overgekomen van Heracles Almelo | In de winterstop overgekomen van Heracles Almelo | In de winterstop overgekomen van Heracles Almelo | In de winterstop overgekomen van Heracles Almelo | In de winterstop overgekomen van Heracles Almelo | In de winterstop overgekomen van Heracles Almelo                                          | In de winterstop overgekomen van Heracles Almelo                                          | In de winterstop overgekomen van Heracles Almelo                                          | In de winterstop overgekomen van Heracles Almelo                                          | In de winterstop overgekomen van Heracles Almelo                                          | In de winterstop overgekomen van Heracles Almelo                                          | In de winterstop overgekomen van Heracles Almelo                                          | In de winterstop overgekomen van Heracles Almelo                                          | In de winterstop overgekomen van Heracles Almelo                                          | In de winterstop overgekomen van Heracles Almelo                                          | In de winterstop overgekomen van Heracles Almelo                                          | In de winterstop overgekomen van Heracles Almelo                                          | In de winterstop overgekomen van Heracles Almelo                                          | In de winterstop overgekomen van Heracles Almelo                                          | In de winterstop overgekomen van Heracles Almelo                                          | In de winterstop overgekomen van Heracles Almelo                                          |                                                                                           | 30                                                                                        | 90                                                                                        | 90                                                                                        | 90                                                                                        | 90                                                                                        | 90                                                                                    | 90                                                                                    | 90                                                                                    |                                                                                       | 90                                                                                    | 90                                                                                    | B                                                                                     | 104                               | 90                                | 90                                | 1124        |
| Koenders        |                                                  | B                                                | B                                                | 18                                               |                                                  | 52                                               | 75                                                                                        | 5                                                                                         | B                                                                                         | 4                                                                                         | 16                                                                                        | 14                                                                                        | 10                                                                                        | B                                                                                         |                                                                                           | 1                                                                                         |                                                                                           | 29                                                                                        |                                                                                           | B                                                                                         | In de winterstop verhuurd aan NEC                                                         | In de winterstop verhuurd aan NEC                                                         | In de winterstop verhuurd aan NEC                                                         | In de winterstop verhuurd aan NEC                                                         | In de winterstop verhuurd aan NEC                                                         | In de winterstop verhuurd aan NEC                                                         | In de winterstop verhuurd aan NEC                                                         | In de winterstop verhuurd aan NEC                                                         | In de winterstop verhuurd aan NEC                                                     | In de winterstop verhuurd aan NEC                                                     | In de winterstop verhuurd aan NEC                                                     | In de winterstop verhuurd aan NEC                                                     | In de winterstop verhuurd aan NEC                                                     | In de winterstop verhuurd aan NEC                                                     | In de winterstop verhuurd aan NEC                                                     | In de winterstop verhuurd aan NEC | In de winterstop verhuurd aan NEC | In de winterstop verhuurd aan NEC | 214         |
| Luirink         | knieblessure                                     | knieblessure                                     | knieblessure                                     | knieblessure                                     | knieblessure                                     | knieblessure                                     | knieblessure                                                                              | knieblessure                                                                              | knieblessure                                                                              | knieblessure                                                                              | B                                                                                         | knieblessure                                                                              | knieblessure                                                                              | knieblessure                                                                              | knieblessure                                                                              | knieblessure                                                                              | knieblessure                                                                              | knieblessure                                                                              | knieblessure                                                                              | knieblessure                                                                              | knieblessure                                                                              | knieblessure                                                                              | B                                                                                         |                                                                                           | B                                                                                         | B                                                                                         | B                                                                                         | B                                                                                         |                                                                                       |                                                                                       |                                                                                       |                                                                                       | B                                                                                     |                                                                                       |                                                                                       | B                                 | 26                                | B                                 | 26          |
| Moisander       | B                                                |                                                  | 90                                               | 90                                               | 90                                               | 90                                               | 90                                                                                        | 90                                                                                        | 90                                                                                        | 90                                                                                        | 90                                                                                        | 120                                                                                       | 90                                                                                        | 90                                                                                        | 90                                                                                        | 90                                                                                        | 90                                                                                        | 90                                                                                        | 90                                                                                        | knieblessure [https://web.archive.org/web/20090216111511/http://az.nl/index.php?id=81     | knieblessure [https://web.archive.org/web/20090216111511/http://az.nl/index.php?id=81     | knieblessure [https://web.archive.org/web/20090216111511/http://az.nl/index.php?id=81     | knieblessure [https://web.archive.org/web/20090216111511/http://az.nl/index.php?id=81     | knieblessure [https://web.archive.org/web/20090216111511/http://az.nl/index.php?id=81     | knieblessure [https://web.archive.org/web/20090216111511/http://az.nl/index.php?id=81     | knieblessure [https://web.archive.org/web/20090216111511/http://az.nl/index.php?id=81     | knieblessure [https://web.archive.org/web/20090216111511/http://az.nl/index.php?id=81     | knieblessure [https://web.archive.org/web/20090216111511/http://az.nl/index.php?id=81     |                                                                                       | B                                                                                     | 90                                                                                    | 90                                                                                    |                                                                                       | 90                                                                                    | 90                                                                                    | 104                               | 90                                | 90                                | 2204        |
| Moreno          | 76                                               | 90                                               | 90                                               | 90                                               | 90                                               | 46                                               | 90                                                                                        | 90                                                                                        | 90                                                                                        | 90                                                                                        | 90                                                                                        | 120                                                                                       | 90                                                                                        | 90                                                                                        | 90                                                                                        | 90                                                                                        | 20                                                                                        | voetblessure [https://web.archive.org/web/20090216111511/http://az.nl/index.php?id=81     | voetblessure [https://web.archive.org/web/20090216111511/http://az.nl/index.php?id=81     | voetblessure [https://web.archive.org/web/20090216111511/http://az.nl/index.php?id=81     | voetblessure [https://web.archive.org/web/20090216111511/http://az.nl/index.php?id=81     | voetblessure [https://web.archive.org/web/20090216111511/http://az.nl/index.php?id=81     | voetblessure [https://web.archive.org/web/20090216111511/http://az.nl/index.php?id=81     | voetblessure [https://web.archive.org/web/20090216111511/http://az.nl/index.php?id=81     | voetblessure [https://web.archive.org/web/20090216111511/http://az.nl/index.php?id=81     | voetblessure [https://web.archive.org/web/20090216111511/http://az.nl/index.php?id=81     | voetblessure [https://web.archive.org/web/20090216111511/http://az.nl/index.php?id=81     | voetblessure [https://web.archive.org/web/20090216111511/http://az.nl/index.php?id=81     | voetblessure [https://web.archive.org/web/20090216111511/http://az.nl/index.php?id=81 | voetblessure [https://web.archive.org/web/20090216111511/http://az.nl/index.php?id=81 | voetblessure [https://web.archive.org/web/20090216111511/http://az.nl/index.php?id=81 | voetblessure [https://web.archive.org/web/20090216111511/http://az.nl/index.php?id=81 | voetblessure [https://web.archive.org/web/20090216111511/http://az.nl/index.php?id=81 | voetblessure [https://web.archive.org/web/20090216111511/http://az.nl/index.php?id=81 | voetblessure [https://web.archive.org/web/20090216111511/http://az.nl/index.php?id=81 |                                   |                                   |                                   | 1432        |
| Pocognoli       | 90                                               | 90                                               |                                                  | B                                                | B                                                | 44                                               | 15                                                                                        | B                                                                                         | 9                                                                                         | 14                                                                                        | 90                                                                                        | 106                                                                                       | 80                                                                                        | 90                                                                                        | 90                                                                                        | 89                                                                                        | 90                                                                                        | 90                                                                                        | 90                                                                                        | 90                                                                                        | 78                                                                                        | 90                                                                                        | 90                                                                                        | 90                                                                                        | Hamstrbl. [https://web.archive.org/web/20090216111511/http://az.nl/index.php?id=81        | Hamstrbl. [https://web.archive.org/web/20090216111511/http://az.nl/index.php?id=81        | Hamstrbl. [https://web.archive.org/web/20090216111511/http://az.nl/index.php?id=81        | Hamstrbl. [https://web.archive.org/web/20090216111511/http://az.nl/index.php?id=81        |                                                                                       | B                                                                                     | 9                                                                                     | 90                                                                                    | 90                                                                                    | 90                                                                                    | 90                                                                                    | 90                                |                                   | 90                                | 2064        |
| Swerts          | 66                                               | B                                                | 90                                               | 72                                               | 90                                               | 38                                               | hamstringbl.                                                                              | hamstringbl.                                                                              | hamstringbl.                                                                              | hamstringbl.                                                                              | 74                                                                                        | 120                                                                                       | 90                                                                                        | 90                                                                                        | 90                                                                                        | 90                                                                                        | 90                                                                                        | 61                                                                                        | 90                                                                                        | 90                                                                                        | 90                                                                                        | 90                                                                                        | 90                                                                                        | 90                                                                                        | 90                                                                                        | 90                                                                                        | 90                                                                                        | 90                                                                                        | 44                                                                                    | 90                                                                                    |                                                                                       | 90                                                                                    | 90                                                                                    | 90                                                                                    | 90                                                                                    | 14                                | 61                                |                                   | 2530        |
| Tesselaar       | Overgekomen van A-selectie                       | Overgekomen van A-selectie                       | Overgekomen van A-selectie                       | Overgekomen van A-selectie                       | Overgekomen van A-selectie                       | Overgekomen van A-selectie                       | Overgekomen van A-selectie                                                                | Overgekomen van A-selectie                                                                | Overgekomen van A-selectie                                                                | Overgekomen van A-selectie                                                                | Overgekomen van A-selectie                                                                | Overgekomen van A-selectie                                                                | Overgekomen van A-selectie                                                                | Overgekomen van A-selectie                                                                | Overgekomen van A-selectie                                                                | Overgekomen van A-selectie                                                                | Overgekomen van A-selectie                                                                | Overgekomen van A-selectie                                                                | Overgekomen van A-selectie                                                                | Overgekomen van A-selectie                                                                | Overgekomen van A-selectie                                                                | Overgekomen van A-selectie                                                                | Overgekomen van A-selectie                                                                | Overgekomen van A-selectie                                                                | Overgekomen van A-selectie                                                                | Overgekomen van A-selectie                                                                | B                                                                                         |                                                                                           |                                                                                       |                                                                                       |                                                                                       |                                                                                       |                                                                                       |                                                                                       |                                                                                       |                                   |                                   |                                   | 0           |
| Middenveld      |                                                  |                                                  |                                                  |                                                  |                                                  |                                                  |                                                                                           |                                                                                           |                                                                                           |                                                                                           |                                                                                           |                                                                                           |                                                                                           |                                                                                           |                                                                                           |                                                                                           |                                                                                           |                                                                                           |                                                                                           |                                                                                           |                                                                                           |                                                                                           |                                                                                           |                                                                                           |                                                                                           |                                                                                           |                                                                                           |                                                                                           |                                                                                       |                                                                                       |                                                                                       |                                                                                       |                                                                                       |                                                                                       |                                                                                       |                                   |                                   |                                   |             |
| Holman          | B                                                | 45                                               |                                                  |                                                  | 12                                               | B                                                | 8                                                                                         | 18                                                                                        | 45                                                                                        | 44                                                                                        | 27                                                                                        | 34                                                                                        | 24                                                                                        | 17                                                                                        | 89                                                                                        | 73                                                                                        | B                                                                                         | 80                                                                                        | B                                                                                         |                                                                                           |                                                                                           | B                                                                                         | B                                                                                         | B                                                                                         | B                                                                                         | B                                                                                         |                                                                                           | 17                                                                                        | 12                                                                                    | B                                                                                     | B                                                                                     | 72                                                                                    |                                                                                       |                                                                                       | B                                                                                     | B                                 | 32                                |                                   | 649         |
| Kolehmainen     |                                                  |                                                  |                                                  |                                                  |                                                  |                                                  |                                                                                           |                                                                                           |                                                                                           |                                                                                           |                                                                                           |                                                                                           |                                                                                           |                                                                                           |                                                                                           |                                                                                           |                                                                                           | B                                                                                         |                                                                                           | B                                                                                         | 12                                                                                        | B                                                                                         | B                                                                                         | B                                                                                         | B                                                                                         |                                                                                           | B                                                                                         | B                                                                                         |                                                                                       |                                                                                       |                                                                                       |                                                                                       |                                                                                       |                                                                                       |                                                                                       |                                   |                                   |                                   | 12          |
| Luijckx         |                                                  |                                                  |                                                  |                                                  |                                                  |                                                  | B                                                                                         |                                                                                           |                                                                                           |                                                                                           |                                                                                           | B                                                                                         | B                                                                                         | B                                                                                         | 1                                                                                         | B                                                                                         | 70                                                                                        | 90                                                                                        | 90                                                                                        | 90                                                                                        | 90                                                                                        | 90                                                                                        | 90                                                                                        | 60                                                                                        | 90                                                                                        | 90                                                                                        | 90                                                                                        | B                                                                                         | 46                                                                                    | 3                                                                                     | 0                                                                                     | B                                                                                     |                                                                                       | 0                                                                                     | B                                                                                     | 44                                | B                                 |                                   | 1034        |
| Martens         | 30                                               | B                                                | 14                                               | 34                                               | 66                                               | 90                                               | 90                                                                                        | 90                                                                                        | 81                                                                                        | 90                                                                                        | 90                                                                                        | 114                                                                                       | 66                                                                                        | 90                                                                                        | 90                                                                                        | 90                                                                                        | 90                                                                                        | 90                                                                                        | 90                                                                                        | 90                                                                                        | B                                                                                         | 90                                                                                        | 87                                                                                        | 90                                                                                        | 90                                                                                        | 90                                                                                        | 90                                                                                        | 90                                                                                        | 90                                                                                    | 90                                                                                    | 90                                                                                    | 90                                                                                    | 84                                                                                    | 90                                                                                    | 55                                                                                    |                                   | 58                                | 90                                | 2849        |
| Da Silva        | 90                                               | 90                                               | 90                                               | 90                                               | 78                                               | 90                                               | 73                                                                                        | 90                                                                                        | 90                                                                                        | 90                                                                                        | 90                                                                                        | 120                                                                                       | 90                                                                                        | 90                                                                                        | 73                                                                                        | 90                                                                                        | 90                                                                                        |                                                                                           | 90                                                                                        | 90                                                                                        | 44                                                                                        | 90                                                                                        | 90                                                                                        | 90                                                                                        | 90                                                                                        | 90                                                                                        | 29                                                                                        |                                                                                           |                                                                                       |                                                                                       |                                                                                       |                                                                                       | 70                                                                                    | 90                                                                                    | 90                                                                                    | 104                               | 90                                | 90                                | 2751        |
| Poulsen         | 60                                               | B                                                | B                                                | B                                                | B                                                | B                                                | 17                                                                                        | B                                                                                         | B                                                                                         | B                                                                                         | B                                                                                         | B                                                                                         | B                                                                                         | B                                                                                         | B                                                                                         | B                                                                                         | B                                                                                         | B                                                                                         | B                                                                                         | B                                                                                         | 90                                                                                        | B                                                                                         | 3                                                                                         | 12                                                                                        | 16                                                                                        | B                                                                                         | 90                                                                                        | 90                                                                                        | 90                                                                                    | 90                                                                                    | 81                                                                                    | B                                                                                     | B                                                                                     | B                                                                                     |                                                                                       |                                   | 64                                | 83                                | 786         |
| Schaars         | 90                                               | 90                                               | 76                                               | 90                                               | 24                                               |                                                  | 90                                                                                        | 85                                                                                        | 90                                                                                        | 76                                                                                        |                                                                                           | 120                                                                                       | 90                                                                                        | 90                                                                                        | 90                                                                                        | 90                                                                                        | 90                                                                                        | 90                                                                                        | 90                                                                                        | 90                                                                                        | 90                                                                                        | 90                                                                                        | 90                                                                                        | 78                                                                                        | 74                                                                                        | 90                                                                                        |                                                                                           | 90                                                                                        | 90                                                                                    | 90                                                                                    | 90                                                                                    | 90                                                                                    | 90                                                                                    | 90                                                                                    | 90                                                                                    | 56                                |                                   |                                   | 2836        |
| V.d. Velden     |                                                  | 90                                               | 90                                               | 66                                               | 90                                               | 90                                               |                                                                                           | 83                                                                                        | 90                                                                                        | 46                                                                                        | 90                                                                                        | 6                                                                                         | 17                                                                                        | B                                                                                         | 17                                                                                        | 17                                                                                        | 9                                                                                         | 10                                                                                        | 2                                                                                         | B                                                                                         | 90                                                                                        | B                                                                                         | B                                                                                         | B                                                                                         | B                                                                                         | B                                                                                         | 61                                                                                        | 8                                                                                         | B                                                                                     | B                                                                                     | B                                                                                     | B                                                                                     | 20                                                                                    | B                                                                                     | 22                                                                                    | 104                               | B                                 | 7                                 | 1125        |
| Vejinović       |                                                  |                                                  |                                                  |                                                  |                                                  |                                                  |                                                                                           |                                                                                           | B                                                                                         | B                                                                                         | B                                                                                         | B                                                                                         | B                                                                                         | B                                                                                         | B                                                                                         | B                                                                                         | B                                                                                         | B                                                                                         |                                                                                           |                                                                                           | 12                                                                                        |                                                                                           |                                                                                           |                                                                                           |                                                                                           |                                                                                           | B                                                                                         | B                                                                                         |                                                                                       |                                                                                       |                                                                                       | 18                                                                                    | B                                                                                     | 44                                                                                    |                                                                                       | 60                                | B                                 |                                   | 134         |
| De Zeeuw        | 34                                               | B                                                | 90                                               | 90                                               | 90                                               | 90                                               | 82                                                                                        | 90                                                                                        | 45                                                                                        | 86                                                                                        | 90                                                                                        | 120                                                                                       | 73                                                                                        | 90                                                                                        | 90                                                                                        |                                                                                           | 81                                                                                        | 90                                                                                        | 70                                                                                        | 90                                                                                        | 78                                                                                        | 90                                                                                        | 90                                                                                        | 45                                                                                        | 63                                                                                        | 90                                                                                        | 90                                                                                        | 73                                                                                        | 90                                                                                    | 90                                                                                    | 90                                                                                    |                                                                                       | 90                                                                                    | 61                                                                                    | 68                                                                                    |                                   | 90                                | 90                                | 2779        |
| Aanval          |                                                  |                                                  |                                                  |                                                  |                                                  |                                                  |                                                                                           |                                                                                           |                                                                                           |                                                                                           |                                                                                           |                                                                                           |                                                                                           |                                                                                           |                                                                                           |                                                                                           |                                                                                           |                                                                                           |                                                                                           |                                                                                           |                                                                                           |                                                                                           |                                                                                           |                                                                                           |                                                                                           |                                                                                           |                                                                                           |                                                                                           |                                                                                       |                                                                                       |                                                                                       |                                                                                       |                                                                                       |                                                                                       |                                                                                       |                                   |                                   |                                   |             |
| Ari             | 14                                               | 15                                               | B                                                | B                                                | B                                                | B                                                | B                                                                                         | B                                                                                         |                                                                                           | B                                                                                         | 61                                                                                        | 86                                                                                        | 90                                                                                        | 73                                                                                        | 90                                                                                        | 89                                                                                        | 90                                                                                        | 81                                                                                        | 70                                                                                        | 58                                                                                        | B                                                                                         | 76                                                                                        |                                                                                           |                                                                                           |                                                                                           | 2                                                                                         | 78                                                                                        |                                                                                           |                                                                                       | 0                                                                                     | 70                                                                                    | B                                                                                     | B                                                                                     | 29                                                                                    | 35                                                                                    | B                                 | 32                                | 28                                | 1167        |
| Dembélé         | 90                                               | 90                                               | 90                                               | 66                                               | 75                                               | 67                                               | knieblessure [https://web.archive.org/web/20081203131055/http://www.az.nl/index.php?id=27 | knieblessure [https://web.archive.org/web/20081203131055/http://www.az.nl/index.php?id=27 | knieblessure [https://web.archive.org/web/20081203131055/http://www.az.nl/index.php?id=27 | knieblessure [https://web.archive.org/web/20081203131055/http://www.az.nl/index.php?id=27 | knieblessure [https://web.archive.org/web/20081203131055/http://www.az.nl/index.php?id=27 | knieblessure [https://web.archive.org/web/20081203131055/http://www.az.nl/index.php?id=27 | knieblessure [https://web.archive.org/web/20081203131055/http://www.az.nl/index.php?id=27 | knieblessure [https://web.archive.org/web/20081203131055/http://www.az.nl/index.php?id=27 | knieblessure [https://web.archive.org/web/20081203131055/http://www.az.nl/index.php?id=27 | knieblessure [https://web.archive.org/web/20081203131055/http://www.az.nl/index.php?id=27 | knieblessure [https://web.archive.org/web/20081203131055/http://www.az.nl/index.php?id=27 | knieblessure [https://web.archive.org/web/20081203131055/http://www.az.nl/index.php?id=27 | 20                                                                                        | 32                                                                                        | 90                                                                                        | 14                                                                                        | 90                                                                                        | 90                                                                                        | 90                                                                                        | 90                                                                                        | 90                                                                                        | 90                                                                                        | 90                                                                                    | 90                                                                                    | 90                                                                                    | 90                                                                                    | 90                                                                                    | 90                                                                                    | 90                                                                                    | 104                               | 90                                | 62                                | 2060        |
| El Hamdaoui     | 90                                               | 90                                               | 90                                               | 90                                               | 90                                               | 90                                               | 90                                                                                        | 90                                                                                        | 90                                                                                        | 90                                                                                        | 63                                                                                        | 120                                                                                       | 90                                                                                        | 90                                                                                        |                                                                                           | 90                                                                                        | 90                                                                                        | 90                                                                                        | 88                                                                                        | 69                                                                                        | B                                                                                         | 75                                                                                        | 90                                                                                        | 90                                                                                        | 90                                                                                        | 88                                                                                        | 90                                                                                        | 90                                                                                        | 90                                                                                    | 90                                                                                    | 90                                                                                    | 90                                                                                    | 90                                                                                    | 46                                                                                    | 82                                                                                    |                                   |                                   | 90                                | 2971        |
| Lens            | 90                                               | 75                                               | B                                                |                                                  |                                                  |                                                  | B                                                                                         | 7                                                                                         | 26                                                                                        | voetblessure [https://web.archive.org/web/20081203131055/http://www.az.nl/index.php?id=27 | voetblessure [https://web.archive.org/web/20081203131055/http://www.az.nl/index.php?id=27 | voetblessure [https://web.archive.org/web/20081203131055/http://www.az.nl/index.php?id=27 | voetblessure [https://web.archive.org/web/20081203131055/http://www.az.nl/index.php?id=27 | voetblessure [https://web.archive.org/web/20081203131055/http://www.az.nl/index.php?id=27 | voetblessure [https://web.archive.org/web/20081203131055/http://www.az.nl/index.php?id=27 | voetblessure [https://web.archive.org/web/20081203131055/http://www.az.nl/index.php?id=27 | voetblessure [https://web.archive.org/web/20081203131055/http://www.az.nl/index.php?id=27 | voetblessure [https://web.archive.org/web/20081203131055/http://www.az.nl/index.php?id=27 | voetblessure [https://web.archive.org/web/20081203131055/http://www.az.nl/index.php?id=27 | voetblessure [https://web.archive.org/web/20081203131055/http://www.az.nl/index.php?id=27 | voetblessure [https://web.archive.org/web/20081203131055/http://www.az.nl/index.php?id=27 | voetblessure [https://web.archive.org/web/20081203131055/http://www.az.nl/index.php?id=27 | voetblessure [https://web.archive.org/web/20081203131055/http://www.az.nl/index.php?id=27 | voetblessure [https://web.archive.org/web/20081203131055/http://www.az.nl/index.php?id=27 | voetblessure [https://web.archive.org/web/20081203131055/http://www.az.nl/index.php?id=27 | voetblessure [https://web.archive.org/web/20081203131055/http://www.az.nl/index.php?id=27 | voetblessure [https://web.archive.org/web/20081203131055/http://www.az.nl/index.php?id=27 | voetblessure [https://web.archive.org/web/20081203131055/http://www.az.nl/index.php?id=27 |                                                                                       |                                                                                       | 20                                                                                    | 18                                                                                    |                                                                                       |                                                                                       |                                                                                       | 104                               | 58                                | B                                 | 398         |
| Pellè           |                                                  |                                                  | B                                                | 34                                               | 15                                               | 23                                               | 90                                                                                        | 72                                                                                        | 64                                                                                        | 90                                                                                        | 29                                                                                        | enkelbl.                                                                                  | enkelbl.                                                                                  | enkelbl.                                                                                  | B                                                                                         | 1                                                                                         | B                                                                                         | 9                                                                                         | 20                                                                                        | 21                                                                                        | 90                                                                                        | 15                                                                                        | B                                                                                         | 45                                                                                        | 27                                                                                        | B                                                                                         | 12                                                                                        | 82                                                                                        | 78                                                                                    | 87                                                                                    |                                                                                       | 72                                                                                    | 6                                                                                     | B                                                                                     | 8                                                                                     | B                                 |                                   |                                   | 990         |

1B# = Bekerwedstrijd in ronde #

### Overzichtslijst
- wedstrijden
- bank (hele wedstrijd)
- wissel in
- wissel uit

- doelpunten
- gele kaarten
- geel-rode kaarten
- rode kaarten

| Spelersnaam           | Eredivisie      | Eredivisie      | Eredivisie      | Eredivisie      | Eredivisie      | Eredivisie      | Eredivisie      | Eredivisie      |                 | KNVB beker      | KNVB beker      | KNVB beker      | KNVB beker      | KNVB beker      | KNVB beker      | KNVB beker      | KNVB beker      |
| Spelersnaam           | W               |                 |                 |                 |                 |                 |                 | B               |                 | W               |                 |                 |                 |                 |                 |                 | B               |
| Doelverdediging       | Doelverdediging | Doelverdediging | Doelverdediging | Doelverdediging | Doelverdediging | Doelverdediging | Doelverdediging | Doelverdediging | Doelverdediging | Doelverdediging | Doelverdediging | Doelverdediging | Doelverdediging | Doelverdediging | Doelverdediging | Doelverdediging | Doelverdediging |
| --------------------- | --------------- | --------------- | --------------- | --------------- | --------------- | --------------- | --------------- | --------------- | --------------- | --------------- | --------------- | --------------- | --------------- | --------------- | --------------- | --------------- | --------------- |
| Jordy Deckers         | 0               | 0               | 0               | 0               | 0               | 0               | 0               | 4               |                 | 0               | 0               | 0               | 0               | 0               | 0               | 0               | 0               |
| Joey Didulica         | 8               | 1               | 1               | 0               | 1               | 0               | 0               | 25              |                 | 1               | 0               | 0               | 0               | 0               | 0               | 0               | 3               |
| Sergio Romero         | 28              | 1               | 1               | 0               | 0               | 0               | 0               | 1               |                 | 3               | 0               | 0               | 0               | 0               | 0               | 0               | 1               |
| Verdediging           |                 |                 |                 |                 |                 |                 |                 |                 |                 |                 |                 |                 |                 |                 |                 |                 |                 |
| Kew Jaliens           | 25              | 0               | 0               | 1               | 8               | 0               | 0               | 1               |                 | 3               | 0               | 0               | 0               | 0               | 0               | 0               | 0               |
| Ragnar Klavan         | 12              | 1               | 0               | 0               | 4               | 0               | 0               | 1               |                 | 1               | 0               | 0               | 0               | 0               | 0               | 0               | 0               |
| Milano Koenders       | 8               | 7               | 1               | 0               | 1               | 0               | 0               | 5               |                 | 2               | 2               | 0               | 0               | 0               | 0               | 0               | 0               |
| Gijs Luirink          | 1               | 1               | 0               | 0               | 0               | 0               | 0               | 9               |                 | 0               | 0               | 0               | 0               | 0               | 0               | 0               | 0               |
| Niklas Moisander      | 22              | 0               | 0               | 1               | 3               | 0               | 0               | 2               |                 | 2               | 0               | 0               | 0               | 1               | 0               | 0               | 0               |
| Héctor Moreno         | 15              | 0               | 4               | 0               | 2               | 0               | 0               | 0               |                 | 2               | 0               | 0               | 1               | 0               | 0               | 0               | 0               |
| Sébastien Pocognoli   | 25              | 5               | 3               | 2               | 5               | 0               | 0               | 3               |                 | 2               | 0               | 2               | 1               | 0               | 0               | 0               | 0               |
| Gill Swerts           | 28              | 1               | 4               | 2               | 1               | 0               | 1               | 1               |                 | 4               | 0               | 3               | 1               | 1               | 0               | 0               | 0               |
| Jeroen Tesselaar      | 0               | 0               | 0               | 0               | 0               | 0               | 0               | 1               |                 | 0               | 0               | 0               | 0               | 0               | 0               | 0               | 0               |
| Middenveld            |                 |                 |                 |                 |                 |                 |                 |                 |                 |                 |                 |                 |                 |                 |                 |                 |                 |
| Brett Holman          | 15              | 10              | 4               | 1               | 0               | 1               | 0               | 13              |                 | 2               | 2               | 0               | 0               | 0               | 0               | 0               | 0               |
| Toni Kolehmainen      | 0               | 0               | 0               | 0               | 0               | 0               | 0               | 8               |                 | 1               | 1               | 0               | 0               | 0               | 0               | 0               | 0               |
| Kees Luijckx          | 15              | 6               | 1               | 0               | 0               | 0               | 0               | 8               |                 | 2               | 1               | 0               | 0               | 1               | 0               | 0               | 1               |
| Maarten Martens       | 32              | 3               | 6               | 7               | 1               | 0               | 0               | 1               |                 | 3               | 1               | 1               | 0               | 0               | 0               | 0               | 0               |
| David Mendes da Silva | 29              | 0               | 5               | 2               | 4               | 0               | 0               | 0               |                 | 3               | 1               | 0               | 1               | 1               | 0               | 0               | 0               |
| Simon Poulsen         | 11              | 4               | 4               | 0               | 1               | 0               | 0               | 20              |                 | 2               | 0               | 0               | 0               | 0               | 0               | 0               | 2               |
| Stijn Schaars         | 29              | 0               | 6               | 0               | 6               | 0               | 1               | 0               |                 | 4               | 0               | 0               | 0               | 0               | 0               | 0               | 0               |
| Nick van der Velden   | 20              | 12              | 2               | 2               | 0               | 0               | 0               | 12              |                 | 3               | 1               | 1               | 0               | 0               | 0               | 0               | 0               |
| Marko Vejinović       | 3               | 2               | 1               | 0               | 0               | 0               | 0               | 13              |                 | 1               | 1               | 0               | 0               | 0               | 0               | 0               | 1               |
| Demy de Zeeuw         | 30              | 1               | 11              | 3               | 7               | 0               | 0               | 1               |                 | 4               | 0               | 1               | 0               | 0               | 0               | 0               | 0               |
| Aanval                |                 |                 |                 |                 |                 |                 |                 |                 |                 |                 |                 |                 |                 |                 |                 |                 |                 |
| Ari                   | 20              | 9               | 8               | 9               | 0               | 0               | 0               | 9               |                 | 1               | 0               | 1               | 0               | 0               | 0               | 0               | 1               |
| Mousa Dembélé         | 23              | 3               | 3               | 10              | 0               | 0               | 0               | 0               |                 | 3               | 0               | 1               | 2               | 0               | 0               | 0               | 0               |
| Mounir El Hamdaoui    | 31              | 0               | 7               | 23              | 1               | 0               | 0               | 0               |                 | 3               | 0               | 0               | 1               | 0               | 0               | 0               | 0               |
| Jeremain Lens         | 8               | 4               | 2               | 1               | 0               | 0               | 0               | 3               |                 | 0               | 0               | 0               | 0               | 0               | 0               | 0               | 0               |
| Graziano Pellè        | 20              | 12              | 5               | 3               | 1               | 0               | 0               | 7               |                 | 3               | 1               | 1               | 1               | 0               | 0               | 0               | 0               |
| Spelersnaam           | W               |                 |                 |                 |                 |                 |                 | B               |                 | W               |                 |                 |                 |                 |                 |                 | B               |
| Spelersnaam           | Eredivisie      | Eredivisie      | Eredivisie      | Eredivisie      | Eredivisie      | Eredivisie      | Eredivisie      | Eredivisie      |                 | KNVB beker      | KNVB beker      | KNVB beker      | KNVB beker      | KNVB beker      | KNVB beker      | KNVB beker      | KNVB beker      |

### Resultaten naar scheidsrechter
| Scheidsrechter      | Wedstrijden | Winst | Gelijkspel | Verlies |    |   |   |
| ------------------- | ----------- | ----- | ---------- | ------- | -- | - | - |
| Paul Allaerts       | 1           | 0     | 1          | 0       | 1  | 0 | 0 |
| Kevin Blom          | 3           | 2     | 0          | 1       | 2  | 0 | 1 |
| Ruud Bossen         | 1           | 1     | 0          | 0       | 2  | 0 | 0 |
| Eric Braamhaar      | 3           | 3     | 0          | 0       | 3  | 0 | 0 |
| Dick van Egmond     | 1           | 1     | 0          | 0       | 1  | 0 | 0 |
| Ben Haverkort       | 3           | 3     | 0          | 0       | 2  | 0 | 0 |
| Jack van Hulten     | 3           | 2     | 0          | 1       | 8  | 1 | 0 |
| Björn Kuipers       | 3           | 1     | 1          | 1       | 6  | 0 | 0 |
| Richard Liesveld    | 1           | 1     | 0          | 0       | 2  | 0 | 0 |
| Roelof Luinge       | 4           | 3     | 1          | 0       | 6  | 0 | 0 |
| Raymond van Meenen  | 1           | 1     | 0          | 0       | 0  | 0 | 0 |
| Bas Nijhuis         | 3           | 2     | 0          | 1       | 1  | 0 | 0 |
| Tom van Sichem      | 1           | 1     | 0          | 0       | 1  | 0 | 0 |
| Pieter Vink         | 5           | 4     | 1          | 0       | 11 | 0 | 1 |
| Jan Wegereef        | 2           | 1     | 1          | 0       | 4  | 0 | 0 |
| Reinold Wiedemeijer | 1           | 1     | 0          | 0       | 3  | 0 | 0 |

## Doelpunten in detail

### Doelpuntenmakers (Eredivisie)
| # | Naam                  | Goals |
| - | --------------------- | ----- |
| 1 | Mounir El Hamdaoui    | 23    |
| 2 | Mousa Dembélé         | 10    |
| 3 | Ari                   | 9     |
| 4 | Maarten Martens       | 7     |
| 5 | Demy de Zeeuw         | 3     |
| 5 | Graziano Pellè        | 3     |
| 7 | Sébastien Pocognoli   | 2     |
| 7 | Gill Swerts           | 2     |
| 9 | Brett Holman          | 1     |
| 9 | David Mendes da Silva | 1     |
| 9 | Niklas Moisander      | 1     |
| 9 | Kew Jaliens           | 1     |
| 9 | Nick van der Velden   | 1     |
| 9 | Jeremain Lens         | 1     |

### Doelpuntenmakers (KNVB beker)
| # | Naam                  | Goals |
| - | --------------------- | ----- |
| 1 | Mousa Dembélé         | 2     |
| 2 | Mounir El Hamdaoui    | 1     |
| 2 | Graziano Pellè        | 1     |
| 2 | Héctor Moreno         | 1     |
| 2 | David Mendes da Silva | 1     |
| 2 | Sébastien Pocognoli   | 1     |
| 2 | Gill Swerts           | 1     |

### Doelpuntenmakers (Oefenduels)
| Naam                | Goals | Wedstrijden | %   |
| ------------------- | ----- | ----------- | --- |
| Ari                 | 11    | 10          | 110 |
| Mounir El Hamdaoui  | 9     | 7           | 129 |
| Graziano Pellè      | 5     | 5           | 100 |
| Brett Holman        | 3     | 7           | 43  |
| Mousa Dembélé       | 3     | 3           | 100 |
| Stijn Schaars       | 2     | 9           | 22  |
| Ryan Donk           | 1     | 8           | 13  |
| Kew Jaliens         | 1     | 5           | 20  |
| Jeremain Lens       | 1     | 1           | 100 |
| Maarten Martens     | 1     | 5           | 20  |
| Haris Međunjanin    | 1     | 4           | 25  |
| Héctor Moreno       | 1     | 9           | 11  |
| Simon Poulsen       | 1     | 10          | 10  |
| Marko Vejinović     | 1     | 7           | 14  |
| Nick van der Velden | 1     | 11          | 9   |
| Demy de Zeeuw       | 2     | 7           | 29  |

### Assists (Eredivisie)
| # | Naam                  | Assists |
| - | --------------------- | ------- |
| 1 | Demy de Zeeuw         | 8       |
| 2 | Mounir El Hamdaoui    | 6       |
| 2 | Maarten Martens       | 6       |
| 4 | Ari                   | 2       |
| 4 | Brett Holman          | 2       |
| 4 | David Mendes da Silva | 2       |
| 4 | Graziano Pellè        | 2       |
| 4 | Stijn Schaars         | 2       |
| 9 | Mousa Dembélé         | 1       |
| 9 | Jeremain Lens         | 1       |
| 9 | Niklas Moisander      | 1       |
| 9 | Nick van der Velden   | 1       |

### Soorten doelpunten (Eredivisie)
| Soort       | #  | Spelers                                                                                              |
| ----------- | -- | --- |
| Hakballetje | 1  | Ari                                                                                                  |
| Intikker    | 5  | Ari (3), Dembélé, El Hamdaoui                                                                        |
| Kopbal      | 5  | Ari (3), Mendes da Silva, Swerts                                                                     |
| Rebound     | 5  | El Hamdaoui (3), Pellè, Pocognoli                                                                    |
| Schot       | 21 | Ari (2), Dembélé(2), El Hamdaoui (12), Holman, Martens (2), Mendes da Silva, Pocognoli, de Zeeuw (2) |
| Solo        | 1  | Dembélé                                                                                              |
| Stift       | 1  | Martens                                                                                              |
| Strafschop  | 1  | de Zeeuw                                                                                             |
| Volley      | 2  | El Hamdaoui, Moisander                                                                               |
| Totaal      | 42 | |

### Tegendoelpunten doelverdedigers
- W: Wedstrijden
- T: Tegendoelpunten
- G/W: Gemiddeld aantal tegendoelpunten per wedstrijd

| Naam          | Eredivisie | Eredivisie | Eredivisie | KNVB beker | KNVB beker | KNVB beker | Totaal | Totaal | Totaal |
| Naam          | W          | T          | G/W        | W          | T          | G/W        | W      | T      | G/W    |
| ------------- | ---------- | ---------- | ---------- | ---------- | ---------- | ---------- | ------ | ------ | ------ |
| Joey Didulica | 8          | 4          | 0,50       | 1          | 0          | 0          | 9      | 4      | 0,44   |
| Sergio Romero | 28         | 18         | 0,64       | 3          | 2          | 0,67       | 31     | 20     | 0,65   |

### Tegendoelpunten verdedigers
- M: Minuten
- T: Tegendoelpunten
- G/W: Gemiddeld aantal tegendoelpunten per wedstrijd

| Naam                | Eredivisie | Eredivisie | Eredivisie | KNVB beker | KNVB beker | KNVB beker | Totaal | Totaal | Totaal |
| Naam                | M          | T          | G/W        | M          | T          | G/W        | M      | T      | G/W    |
| ------------------- | ---------- | ---------- | ---------- | ---------- | ---------- | ---------- | ------ | ------ | ------ |
| Kew Jaliens         | 990        | 10         | 0,91       | 136        | 0          | 0,00       | 1126   | 10     | 0,80   |
| Milano Koenders     | 196        | 1          | 0,46       | 18         | 0          | 0,00       | 214    | 1      | 0,42   |
| Niklas Moisander    | 1350       | 6          | 0,40       | 210        | 0          | 0,00       | 1560   | 6      | 0,35   |
| Héctor Moreno       | 1312       | 11         | 0,75       | 210        | 0          | 0,00       | 1522   | 11     | 0,65   |
| Sébastien Pocognoli | 1151       | 7          | 0,55       | 184        | 0          | 0,00       | 1335   | 7      | 0,47   |
| Gill Swerts         | 1139       | 5          | 0,40       | 282        | 0          | 0,00       | 1421   | 5      | 0,32   |

### Doelpunten per kwartier
| Kwartier   | Eredivisie | Eredivisie | Eredivisie |  | KNVB beker | KNVB beker | KNVB beker |
| Kwartier   | Voor       | Tegen      | Saldo      |  | Voor       | Tegen      | Saldo      |
| ---------- | ---------- | ---------- | ---------- |  | ---------- | ---------- | ---------- |
| 0-15       | 9          | 1          | +8         |  | 2          | 0          | +2         |
| 16-30      | 13         | 2          | +11        |  | 1          | 0          | +1         |
| 31-45      | 10         | 3          | +7         |  | 0          | 0          | 0          |
| 46-60      | 12         | 6          | +6         |  | 1          | 1          | 0          |
| 61-75      | 5          | 2          | +3         |  | 2          | 1          | +1         |
| 76-90      | 14         | 8          | +6         |  | 1          | 0          | +1         |
| Verlenging | 0          | 0          | 0          |  | 1          | 0          | +1         |